# Cleithracara
Cleithracara is een monotypisch geslacht van straalvinnige vissen uit de familie van cichliden (Cichlidae).

## Soort
- Cleithracara maronii (Steindachner, 1881)